# تایتاس گس
تایتاس گس (بنگالی: তিতাস গ্যাস) شرکت گاز بنگلادشی است، که در سال ۱۹۶۴ تأسیس شد.